# Висим (приток Межевой Утки)
Виси́м(в низовьях — Надеждинская) — река на Среднем Урале, приток Межевой Утки. Протекает по землям Горноуральского городского округа и муниципального образования «город Нижний Тагил» Свердловской области.
Впадает в Межевую Утку слева в 67 км от её устья. Длина — 13 км.

## География
Вытекает из пруда без названия у деревни Захаровки городского округа «Нижний Тагил», образованного при слиянии составляющих Висима — рек Захаровки и Рублёвки. Площадь пруда 0,16 км². Течёт преимущественно на юг, вдоль восточного подножия Надеждинского увала. Впадает в Межевую Утку в посёлке Висиме Горноуральского городского округа.